# Refugio County
Das Refugio County ist ein County im Bundesstaat Texas der Vereinigten Staaten. Das U.S. Census Bureau hat bei der Volkszählung 2020 eine Einwohnerzahl von 6.741 ermittelt. Der Sitz der County-Verwaltung (County Seat) befindet sich in Refugio.

## Geographie
Das County liegt im Südosten von Texas, etwa 30 km vor dem Golf von Mexiko und hat eine Fläche von 2120 Quadratkilometern, wovon 125 Quadratkilometer Wasserfläche sind. Es grenzt im Uhrzeigersinn an folgende Countys: Victoria County, Calhoun County, Aransas County, San Patricio County, Bee County und Goliad County.

## Geschichte
Refugio County wurde 1836 als Original-County gebildet. Benannt wurde es nach der Nuestra Señora del Refugio Mission in der Nähe des späteren County.

## Demografische Daten

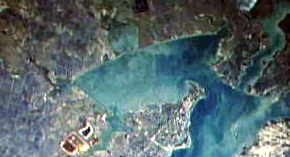
Luftaufnahme der Copano Bay

Nach der Volkszählung im Jahr 2000 lebten im Refugio County 7.828 Menschen in 2.985 Haushalten und 2.176 Familien. Die Bevölkerungsdichte betrug 4 Einwohner pro Quadratkilometer. Ethnisch betrachtet setzte sich die Bevölkerung zusammen aus 80,22 Prozent Weißen, 6,77 Prozent Afroamerikanern, 0,56 Prozent amerikanischen Ureinwohnern, 0,29 Prozent Asiaten, 0,05 Prozent Bewohnern aus dem pazifischen Inselraum und 10,42 Prozent aus anderen ethnischen Gruppen; 1,67 Prozent stammten von zwei oder mehr Ethnien ab. 44,58 Prozent der Einwohner waren spanischer oder lateinamerikanischer Abstammung.
Von den 2.985 Haushalten hatten 31,6 Prozent Kinder oder Jugendliche, die mit ihnen zusammen lebten. 55,1 Prozent waren verheiratete, zusammenlebende Paare 12,8 Prozent waren allein erziehende Mütter und 27,1 Prozent waren keine Familien. 24,6 Prozent waren Singlehaushalte und in 11,5 Prozent lebten Menschen im Alter von 65 Jahren oder darüber. Die durchschnittliche Haushaltsgröße betrug 2,59 und die durchschnittliche Familiengröße betrug 3,07 Personen.
26,1 Prozent der Bevölkerung war unter 18 Jahre alt, 7,4 Prozent zwischen 18 und 24, 25,9 Prozent zwischen 25 und 44, 24,0 Prozent zwischen 45 und 64 und 16,6 Prozent waren 65 Jahre alt oder älter. Das Durchschnittsalter betrug 39 Jahre. Auf 100 weibliche Personen kamen 95,8 männliche Personen und auf 100 Frauen im Alter von 18 Jahren oder darüber kamen 92,4 Männer.

Das jährliche Durchschnittseinkommen eines Haushalts betrug 29.986 USD, das Durchschnittseinkommen einer Familie betrug 36.162 USD. Männer hatten ein Durchschnittseinkommen von 29.667 USD, Frauen 16.565 USD. Das Prokopfeinkommen betrug 15.481 USD. 14,3 Prozent der Familien und 17,8 Prozent der Einwohner lebten unterhalb der Armutsgrenze.

## Kultur und Sehenswürdigkeiten

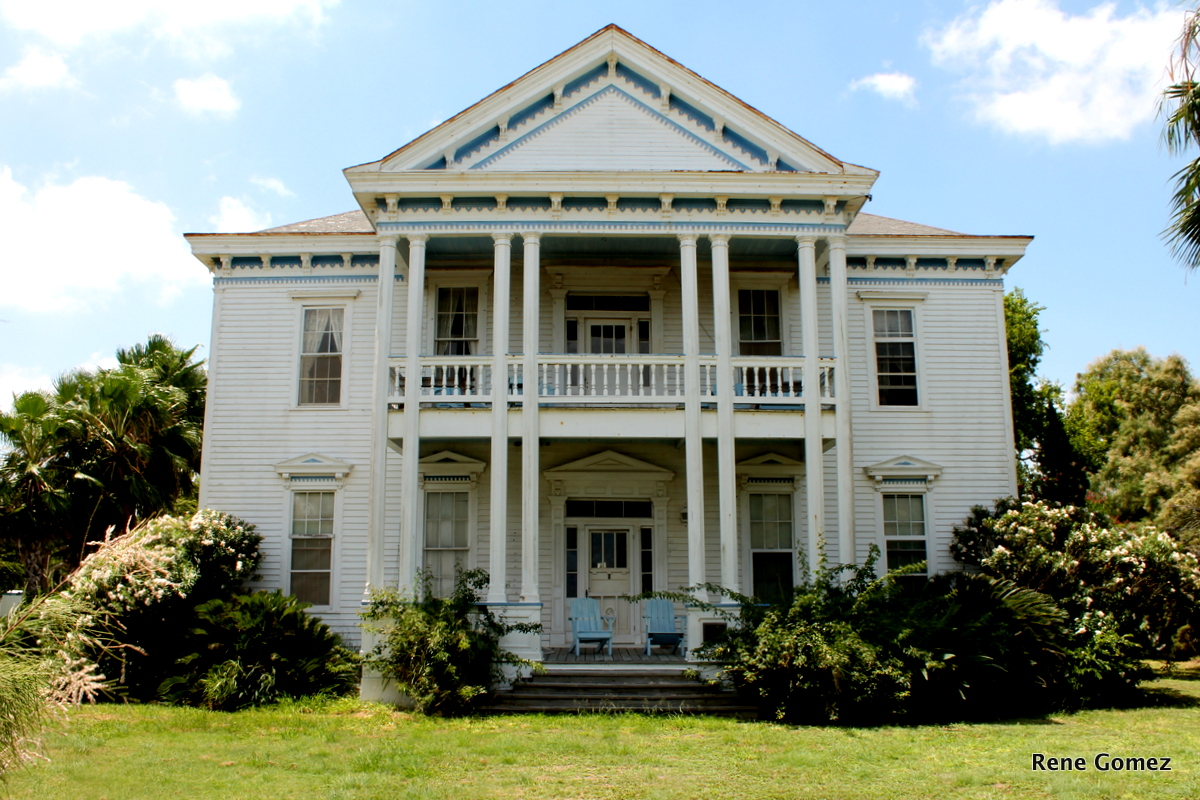
John Howland Wood House (2015). Dieses Haus ist seit Oktober 1983 im NRHP eingetragen.

Vier Stätten und Bauwerke des Countys sind im National Register of Historic Places („Nationales Verzeichnis historischer Orte“; NRHP) eingetragen (Stand 3. Dezember 2021), das Amon B. King’s Men Monument, das Mission Nuestra Senora del Refugio Monument, das John Howland Wood House und das Refugio County Courthouse.

## Orte im County
- Austwell
- Bayside
- Bonnie View
- Cranell
- Old Saint Marys
- Refugio
- Tivoli
- Vidaurri
- Woodsboro